# 陸夢韓
陸夢韓（1516年—？），字與文，號丹厓，錦衣衛官籍，浙江嘉興府平湖縣人，明朝政治人物。

## 生平
嘉靖十九年庚子科（1540年）順天鄉試第三十一名舉人，三十五年（1556年）中式丙辰科會試第六名，二甲第九名進士。刑部觀政，授工部都水司主事，三十九年（1560年）調兵部，升員外郎，出為廣東僉事，貶為陝西同州判官，致仕。

## 家族
曾祖陸鋹，知縣，累贈都察院右副都御史；祖父陸淳，散官；父陸楷，太學生封工部主事。母吳氏，贈安人。弟陸美（庠生）、陸照（監生）、陸夢熊（庠生）、陸光祖（太常寺少卿）、陸光裕（舉人）、陸光祚（禮部員外郎）、陸光儒、陸光倫、陸夢龍，俱庠生；陸經（錦衣衛指揮使）、陸光弼（都事）、陸光宅、陸夢豹，俱庠生；陸緒（錦衣衛千戶）、陸光宙、陸繹（錦衣衛千戶）、陸光畿（官生）。